# Æthelburg
Æthelburg (auch Æthelburh, Ethelburga, Æthelburga, Æþelburh, Æðelburh, Æðilburh, Aethelberg) ist ein angelsächsischer weiblicher Personenname.

## Herkunft
Der Name ist germanischen Ursprungs und hat die Bedeutung edle Festung von altenglisch æthel (edel) und burh (Festung).

## Varianten
- Aðalbjörg (isländisch)
- Aðalbjørg (färöisch)
- Aðalborg (isländisch, färöisch)
- Adalborg (althochdeutsch)
- Adelborg (schwedisch)
- Albjørg (norwegisch, färöisch)
- Alborg (schwedisch, färöisch)
- Edelborg (schwedisch, norwegisch)

## Namensträgerinnen
- Æthelburg (Northumbria) (605–647), Königin der Königreiche Deira und Northumbria
- Æthelburg (Wessex) (um 673–740), Königin des Königreichs Wessex